# 朝鮮の儒教

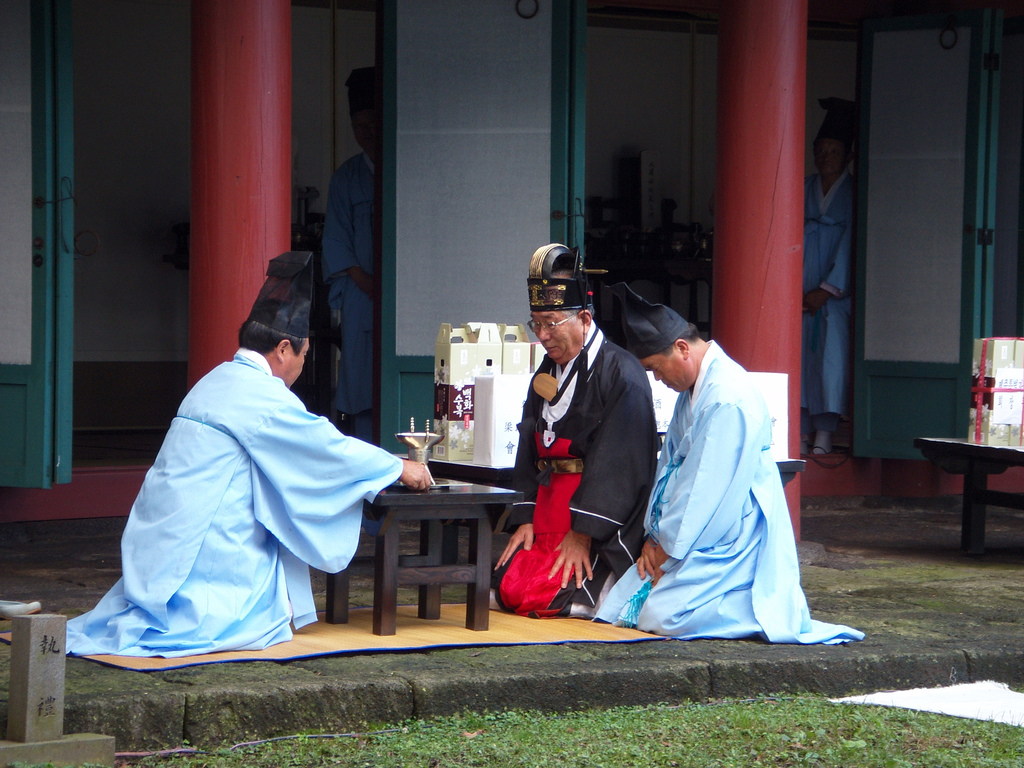
韓国済州島で秋に行われる儒教の儀式

朝鮮の儒教（ちょうせんのじゅきょう）は、朝鮮半島で発達した儒教の形である。朝鮮の精神史に於いて最も重要な影響は、中国からの文化的影響の一部としての儒教思想の導入だった。今日、儒教の遺産は、朝鮮半島の社会の根底部分、道徳体系、生活様式、年長者と若年層との関係、ハイカルチャー、に残っており、大部分の法体系の基礎をなしている。朝鮮の儒教は、内戦や高麗とそれ以前から受け継がれていた内部の異議のない、国家統合の実践的な方法だと、時々考えられる。

## 高麗の儒教
光宗が科挙制度を作り、成宗が儒教を確立する上での重要人物となった。成宗が国子監を確立した。国子監は高麗で最もレベルの高い教育機関だった。これは、儒教教育機関である成均館を1398年に設立したことと、国王が祖先を拝む祭壇を王宮に建てたことで、促進された。

## 李氏朝鮮の宋明理学

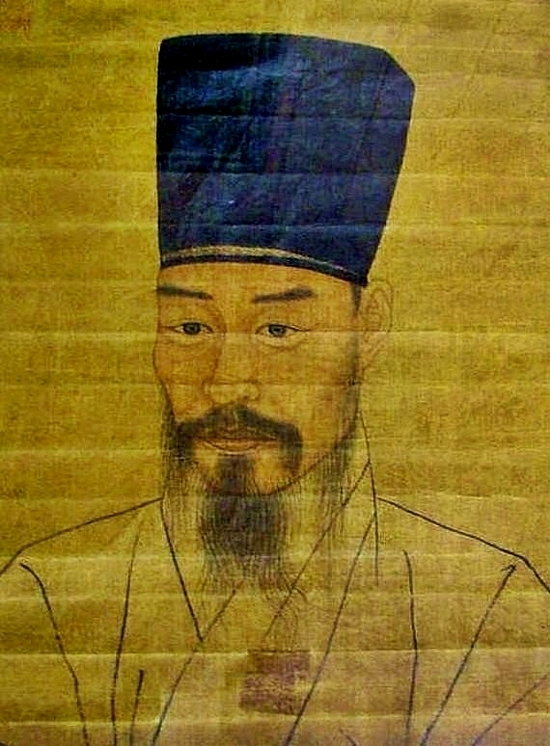
趙光祖の肖像画

李氏朝鮮の「宋明理学」（新儒教、性理学）は、忠、孝、仁、信といった儒教の思想や理想をさらに大きく助長した。
1392年以降の李氏朝鮮時代に、儒教は学究肌の両班階級や軍人の間で信念の基本的支柱とされた。朝鮮人は伝統的に宗教が自然で簡単だと気が付いていて、全ての宗教の共通部分を維持した。李王家の将軍達は仏教を迫害し、農村地帯で巫俗を維持したが、中国からの文化的移転を増やす為に中国の官僚的な統治モデルを非常に素早く文明社会に統合するのと同様に、統治と社会的規制に利用する為に儒教を促した。
朝鮮儒教の学校が建設され、その全ては外国の高等教育を受けた学者、大きな図書館、職人や芸術家の支援者、そして儒教の考えに基づくカリキュラムを持っていた。従って、世宗（在位1418年-1450年）の時代までには、他の宗教が寛容に扱われていた中で朝鮮の仏教の宗派が主な政治的中心地の外に追い遣られていたが、学問の全ての分野はこうした考え方に根ざしていた。13から15冊に及ぶ朝鮮儒教のカリキュラムとその注釈は広範囲に及んだ。
李氏朝鮮での儒教は16世紀に最盛期を迎えた。趙光祖の宋明理学を人々の間に普及させる努力は、朝鮮の二人の最も著名な儒学者の登場によって受け継がれた。李滉（1501年–1570年）と李珥（1536年–1584年）は、しばしば退渓（テゲ）と栗谷（ユルゴク）という号で呼ばれ、今日では、大韓民国の1千ウォン札と5千ウォン札にそれぞれ描かれたり、ソウル中心部の主要な大通りにその名が付けられて、記念されている。
李氏朝鮮が5世紀以上続いたので、朝鮮儒教の発展は大まかに次の通りに分けられる:
- 最初の1世紀: 政府による統治方法が儒教化される
- 第2世紀: 儒教哲学者の黄金時代
- 第3世紀: 長男によって相続される父系血統システムの発達
- 第4世紀: 儒教の神秘主義と両班階級に賢者の様な性質を求める事
- 第5世紀: 西洋との遭遇、清の崩壊と、日本による侵略に直面した時、儒教制度は崩壊した。儒教は地下に潜り、第6世紀に共和国で復活するのを待った。

17世紀後期になると、一部の儒家は宋明理学の形而上学的な性質に反発し始めた。朴趾源や丁若鏞らは、実学（실학）という運動によって、より実践的な社会変革を主張した。

## 儒教による弊害
儒教では年齢・性別・階級による対応の差もあり、これにおいて李氏朝鮮では差別的な解釈が最も顕著な形で表れた。
通常地位が高いと徳の高い者とされ上位者には逆らってはいけず封建社会でもあった為、官職や貴族位の者はそれ以下の賤民・奴婢を自由に使い、その財産を強制的に接収等しても位が高いため庶民は訴えを起こせず搾取され続けるに甘んじる他なかった。

また発覚後のリスクが高いといえど犯罪が少ないわけではなく、窃盗等は非常に多くそれ故か罰も重く刑罰の目標は死に至らしめる事でもあった。
文盲であった庶民は文字によって儒教を学ばない為例外であるが、地位の高い者の妻など両班に属する女性に対しては特に厳しく待遇も悪影響が見られ、両班の婦女子は外を出歩く際は頭から胴まで隠れる外套を被り、顔だけ出る様相でなければならず、時間も亥の刻（午後10時から2時間）の間と決められイザベラ・バードの紀行には昼間のソウルを見た事が無い女性も書かれている。
また自宅にいても見知らぬ男が訪ねてきたら主人の許しなく会うことは不可能で、もし話などして最悪の場合僅か手が触れただけで切り落とされてしまう事もあり得た。
ヘンドリック・ハメルの朝鮮幽囚記に男女で刑罰に差が出ていた事が以下のように記されている

すなわち夫を殺した妻は、多くの人々の通る道傍に肩まで土に埋められ、その傍らに木の鋸が置かれます。
そしてそこを通る人々は貴族以外は彼女の頸をその鋸で挽いて死に至らしめなければなりません。
夫が妻を殺した場合、それについて然るべき理由のあることが証明出来る場合はその理由が姦通であってもなくても、その罪によって訴えられることはありません。

--ヘンドリック・ハメル 『朝鮮幽囚記』

これらは女性を守る為と貞淑さを求める事を規範としているからであるとされる。
また孔子が儒教を体系化した当時から女性に対しては男尊女卑と取れる部分もあり朝鮮儒教はこれが極めて顕著であり、結婚しても夫婦は同じ血族では無いことから別姓であり、娘が生まれ嫁いでも家の姓は子孫に残らない等封建主義の体制の為男尊女卑に傾いてしまう。
儒教の拡大とともに廃仏も推進され、仏教美術から一般美術・工芸にも被害が及んだ。このため新羅や高麗時代に栄えた文化が大きく損なわれた。

## 現代社会と儒教
今日では、観光客や学者にだけ価値がある歴史的遺物や忘れられた遺物として脇に除けられないとしても、儒教の学校、孔子廟、先祖の崇拝の場所や学問の展望は小さくなった。しかし、儒教の価値には、恐らく未だに韓国人の精神に対する巨大な影響力がある。更に、儒教は必ずしも宗教と考えられている訳ではない。道教信者、キリスト教徒、仏教徒であっても、さらに儒教をも信仰する事が許されている。
儒教思想の強い要素は今でも日々の政治的かつ組織的階層の中に存在するが、これらを生んだ用具と礼拝は消えた。儒教が教育カリキュラムや韓国人の日常生活から取り除かれてから、朝鮮の歴史にとって必須の何かが失われているという感覚が、1990年代後半の儒教の再生に繋がった。14世紀以降、朝鮮の中の新しく台頭したエリートは、結合力がある儒教の仕掛け全てに依存しており、そのエリートを守った統治の上に乗る要素として、外国の学者も韓国の儒教に対する関心を持ち始めた。
文化的には、芸術は主要な伝統を守っている。朝鮮の陶磁器、茶礼、朝鮮の庭園、そして朝鮮の華道は儒教の原理原則と美学に従っている。もっと数が少ないが、学者的な書道と最も真剣な詩もまた、この遺産を受け継いでいる。映画では、教育的な枠内でマナーや喜劇的状況を扱う学園物は、過去の著作から儒教に対する風刺に良く適合する。学校への忠誠心と教師への傾倒は、今でも人気のあるコメディで重要な分野である。
韓国では、紙幣の肖像画など、儒教がシンボルとして使われている。1000ウォン紙幣に描かれているのは朱子学者の李滉であり、5000ウォン紙幣には、朱子学者の李珥が描かれている。50000ウォン紙幣には、李珥の母親である申師任堂が描かれている。

## 朝鮮の儒教芸術
朝鮮の儒教芸術と哲学は朝鮮の文化に大きく深い影響を残した。

## 儒教の儀式
朝鮮儒教の最も重要な儀式は、祖先の命日と同様に成人式、結婚式、死に関するものだった。葬儀は普通の人々の生活に最大の影響を及ぼした。儒教は既に支配イデオロギーでなくなっているが、現代の韓国社会に残る影響を発見するのは難しくない。

## 朝鮮の儒学者
朝鮮では中国と同様に、科挙があったために儒学者＝政治家という点に特徴がある。日本の儒学者は、極端に表現すれば、徳川政権にとって、故事来歴などを調べる道具、いわば『百科事典』の代わり、政治を粉飾する「太鼓持ち」に過ぎなかった。この相違は現在の日韓の学者と政治の関係にも反映されている。例えば、ソウル大学などの教授が、大臣（長官）になるケースはしばしばみられるが、日本では学者が大臣になるケースは稀である。また、日本の儒学者の墓は、教科書に登場するような有名人物であっても、非常にみすぼらしいのに比べ、朝鮮の儒学者の墓は大きくて非常に立派である。江戸時代の「寛政の三博士」と呼ばれる儒学者一族の墓は大塚先儒墓所にあるが、少し前まで誰にも見向きもされず、「儒者捨て場」とさえいわれていた。